# Тмутараканский камень
Тмутарака́нский ка́мень — мраморная плита с древнерусской надписью, в которой сообщается об измерении расстояния между двумя городами — Тмутараканью и Корчевом (Керчью) в 1068 году. Камень был найден на Таманском полуострове в 1792 году адмиралом П. В. Пустошкиным при препровождении черноморских казаков на Тамань. В настоящее время хранится в Государственном Эрмитаже в Санкт-Петербурге. Копия камня — в скульптурной композиции с древнерусским князем Глебом и летописцем Никоном, установленной в Керчи. Является древнейшим свидетельством гидрографических работ Древней Руси и ярким археологическим памятником Тмутараканского княжества.

## Текст и обмеры
Материал камня — мрамор. Форма — неправильный параллелепипед с многочисленными сколами граней и вершин. В верхней части грани с надписью имеет небольшой карниз, также повреждённый сколами. Основные обмеры объекта составляют 110 х 45 х 24 см.
Текст надписи гласит:
Въ лѣто ҂ѕф҃ѻѕ индикта ѕ҃ глѣбъ князь мѣрилъ мо<ре> по ледꙋ ѿ тъмꙋтороканѧ до кърчева ҂і҃ и ҂д҃ сѧже<нъ>

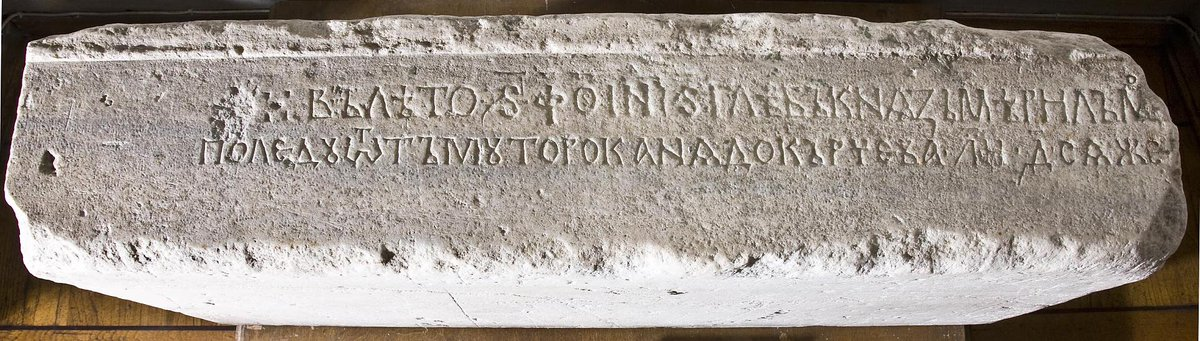
Тмутараканский камень. 1068 год. Обнаружен в 1792 году на Таманском городище. Краснодарский край, Таманский полуостров, близ станицы Вышестеблиевской

Перевод: В год 6576 (1068) индикта 6 Глеб князь мерил море по льду от Тмутаракани до Корчева — десять тысяч и четыре тысячи сажен.
В надписи речь идёт о тмутараканском князе Глебе Святославиче. Расстояние в 14 тысяч маховых сажень (24 км) в точности совпадает с расстоянием между центральными храмами Тмутаракани (церковь Богородицы, от которой остался только фундамент) и Корчева (церковь Святого Иоанна Предтечи), что по мнению исследователей доказывает вхождение обоих городов в Тмутараканское княжество, так как князь должен был иметь возможность войти в центр каждого города.
В то же время существует мнение, что Тмутараканский камень и надпись на нём не являются доказательством вхождения восточного Крыма в состав княжества; так, ещё Б. А. Рыбаков вероятной причиной действий Глеба называл лишь символическое определение расстояния между Европой и Азией. В. Н. Чхаидзе пишет, что русское название «Корчев», встречающееся «лишь в надписи на камне», также не может являться свидетельством подчинения этого города Тмутаракани и подобные утверждения следует отнести к числу «слабо аргументированных гипотез».

## История находки
Надпись была впервые опубликована А. И. Мусиным-Пушкиным в 1794 году. Эта публикация и последующие исследования А. Н. Оленина положили начало русской эпиграфике и палеографии. Уникальность надписи послужила причиной сомнений в её подлинности. Споры на эту тему продолжались до XX века. Одно из доказательств подлинности — то, что археологами на месте находки камня были открыты остатки летописной Тмутаракани.
Нахождение камня также приписывалось Х. К. Розенбергу (П. С. Палласом) и А. А. Головатову (Н. А. Львовым).
Вскоре после открытия камень попытались перевезти в Петербург. Есть два варианта описания данного события:
- После высадки на Таманском полуострове 25 августа 1792 года и обнаружения камня Пустошкин самовольно отправил его для показа своему начальству на крейсерском судне «Панагия Апотуменгано» в Херсон. Там в ночь на 9 сентября 1792 г. судно сорвало с якоря и бурей угнало в Константинополь. Только в конце марта 1793 г., спустя почти 7 месяцев, оно вернулось обратно, а затем в Николаев. Здесь о камне узнал премьер-майор Г. Егоров, который, вернувшись в Петербург, и сообщил о находке Мусину-Пушкину. Будучи президентом Академии Художеств и обер-прокурором Синода, Мусин-Пушкин велел вернуть камень на прежнее место, а в Петербург доставить точный снимок с камня (рисунок). Только к августу 1793 года камень вернулся обратно на Тамань[8].
- Узнав об этой находке от Пустошкина, страстный собиратель древностей Мусин-Пушкин разрекламировал находку в Санкт-Петербурге, и Екатерина II повелела привезти камень в столицу, прежде скопировав его надписи, которые оказались в Петербурге довольно быстро. Там в 1793 году Мусин-Пушкин был обвинен в подлоге — настолько невероятным казалось содержание надписи. В тот момент интерес к камню пропал, и его было велено оставить в Тамани. Но камень уже везли на купеческом судне Евтея Кленова в Херсон. Войсковой судья Черноморского казачьего войска Головатый дал указание купцу вернуть камень, и он, проделав длительное путешествие по Чёрному морю через многие порты, в том числе и через Константинополь, вернулся на Тамань. Головатый распорядился поместить камень для обозрения у «фонтана», а затем переместил его в «прекрасный сад», у построенной в 1793—1794 годах под его началом Покровской церкви[9].

## Политическое значение памятника
В эпоху открытия Тмутараканского камня памятник оказался в центре политики. Екатерина II строила планы возвращения «в христианское лоно» Греции как зависимой территории от России — в этом аспекте Тмутараканский камень воспринимался как свидетельство исторической преемственности и связи Византийской империи и России. Таким образом памятник оказался сразу же в центре политической пропаганды. Европейские союзники России, такие как Франция, поддержали подобную линию, в частности французский дипломат адъютант Дюрок даже получил на это специальные указания. В то же время политические противники территориальной экспансии России были намерены противостоять подобной исторической пропаганде.

## Доказательства подлинности памятника
Уникальность надписи и её необычный грамматический строй сразу вызвали оживлённую дискуссию о его подлинности. Мнение, что камень является подделкой (предположительно самого Мусина-Пушкина), высказывали, в частности, ленинградский историк и краевед М. И. Успенский и французский славист Андре Мазон, опубликовавший в 1956 году рукопись его неоконченной работы 1925 года «Небольшие исторические данные о происхождении „Слова о полку Игореве“ и Тмутараканского камня».
Тмутараканский камень исследовали российские историки А. Н. Оленин «Письмо к графу А. И. Мусину-Пушкину о камне тмутараканском…» (1806), А. А. Спицын, Б. А. Рыбаков, А. Л. Монгайт. До этого русской эпиграфики практически не существовало, фактически она была основана в ходе таких научных дискуссий. Причём для не имеющих ещё опыта в подобной научной дисциплине историков задача была особенно сложна, так как Тмутараканский камень остаётся древнейшей древнерусской надписью на камне и поднял вопросы не только в области древнерусского языка, но и специальной стилистики древнерусских надписей такого рода. Дискуссия вызвала также и большой культурный интерес, так как упомянутый в «Слове об полку Игореве» «тмутараканский болван», по всей видимости, подразумевал именно Тмутараканский камень.
Первичная проверка показала, что сведения надписи полностью подтверждаются данными из летописных древнерусских источников. В 1068 году в Тмутаракани действительно княжил Глеб Святославич, который впоследствии был новгородским князем. Поскольку данная область находилась под влиянием Византии, то использование индикта для датировки также естественно. Расстояние на камне указано верно, если исходить из того, что князь измерил его между центральными храмами Корчева и Тмутаракани.
В отечественной науке долгое время шла дискуссия о подлинности Тмутараканского камня. Наиболее обоснованные возражения против его подлинности высказал А. Монгайт, возражения были в основном филологического толка. При этом Н. И. Веселовский указывал, что большая часть сторонников подделки являются не учеными, а «любителями», интересующимися историей, и их аргументы поэтому не подлежат даже научной критике, а сообщество ученых палеографов считает подделку «совершенно невозможной».
Существенным ударом по позициям скептиков стало исследование камня под микроскопом доктором исторических наук и известным археологом Б. В. Сапуновым по установлению возраста изготовления камня по уровню его эрозии. Исследование Сапунова показало, что камень подвержен значительной эрозии и при этом эрозия проходит микротрещинами прямо по высеченным буквам, что исключает недавний характер их изготовления. Микротрещины также указывали на их естественный характер появления и исключали применение технологии искусственного старения камня. Монгайт, понимая тяжесть такого аргумента, который, в отличие от субъективных мнений, носил характер объективных физических данных, предположил, что, возможно, эрозия поверх букв возникла от хранения камня под открытым небом. В ответ на это Сапунов провел повторное исследование, сравнив уровень эрозии мраморных скульптур Летнего Сада, изготовленных примерно во время нахождения камня, а также эрозию античных мраморных скульптур. Уровень эрозии однозначно указывал, что камень имеет многовековой уровень эрозии поверх букв, аналогичный античным аналогам. Кроме этого, у камня при транспортировке скололи кусок, и на сколе можно оценить уровень эрозии мрамора от момента открытия камня, который намного меньше эрозии поверх букв. Также более детальное исследование обнаружило внутри буквы «Г» в слове «Глеб» выделение белого известнякового вещества, которое по мнению профессора геологии В. Б. Татарского наиболее вероятно представляет собой химические выделения из самого мрамора камня, которые окаменели за несколько веков.
Эпиграфист А. А. Медынцева, в фундаментальном исследовании под редакцией академика Б. А. Рыбакова, провела тщательный анализ на предмет почерка и филологических особенностей надписи.
- В работе проведен тщательный побуквенный анализ на предмет прописи. Результаты указывают на то, что тот, кто делал надпись, владел естественным образом почерком того времени. Количество штрихов в буквах, их направление и усилие совпадает с надписями и рукописями X—XII вв. Причем эти закономерности почерка не были известны во время открытия камня и поэтому первооткрыватели камня не могли их подделать.
- Сравнение тмутараканского камня с южнославянскими и древнерусскими эпиграфическими памятниками X—XI вв., найденными в последние десятилетия (древнеболгарские надписи, надписи-граффити из Софии Киевской и Софии Новгородской), со всей очевидностью показало, что Тмутараканский камень стоит в одном ряду с древнейшими рукописями и принадлежит той же эпохе в развитии славянского письма.
- Самое убедительное доказательство Медынцевой — филологическое. Многочисленные памятники древнеславянской и древнерусской письменности, Остромирово Евангелие (1056 г.), Изборники (Святослава 1073 г. и Изборник 1076 г.), берестяные грамоты XI—XII вв., киевские и новгородские граффити и др., указывают на то, что написание на Тмутараканском камне правильное. Кроме того, только в XX веке стало известно правильное написание древнего названия Керчи.[14] Вряд ли фальсификаторы сумели почти двести лет назад использовать это древнее название, неизвестное в то время.

## Предполагаемая карта Керченского пролива на памятнике и реконструкция геодезических методов князя Глеба
Кроме историков, Тмутараканский камень крайне заинтересовал учёных-геодезистов. Довольно загадочен метод, как Глеб смог произвести такие нетривиальные геодезические работы. Дело в том, что дистанция видимости до горизонта человека, стоящего на льду, составляет всего 4,7 километра. С учётом низменного характера местности Глеб мог посередине пролива наблюдать лишь некоторые холмы со стороны Керчи и не по своему маршруту движения.
Геодезист A.C. Тиньков считает, что князь Глеб для этого составил карту очертания берегов Керченского пролива, которая нечётким образом царапинами нанесена как граффити на Тмутараканский камень на боковой поверхности.
А. С. Тиньков отмечает, что Глеб наиболее вероятно выполнил геодезическую задачу следующим образом:
- Была составлена карта берегов с ориентирами для топографической съёмки как вершины гор (холмов) Митридат, Ада, Зеленского и Лисья.
- Был установлен масштаб карты как 1:56000 и отмечен «масштабным крестом» на схеме.
- Далее была составлена фигура-триангуляция между ориентирами, которая изображена в виде «тмутараканского четырёхугольника»

Таким образом, по мнению А. С. Тинькова, Глеб, как и современные геодезисты, вычислил расстояние между объектами математически. Хотя большинство геодезистов соглашаются с доводами Тинькова, так как они воспроизводят обычную современную топографическую съёмку, но никто из историков не готов подтвердить возможность использования таких методов в XI веке, так как требуются совершенные приборы для измерения углов, такие, как теодолит, а также математик, способный произвести вычисления. Хотя в Крыму было много греков-архитекторов, владеющих математическими расчётами, но в данном случае требовалось найти в XI веке математика, владеющего тригонометрией, которых в то время было крайне мало (в основном в Венеции и Константинополе, где такая работа имела спрос у государственных заказчиков и могла высоко оплачиваться, обеспечивая расчётами крупные морские транспортные сети, включая строительство портов и прибрежных крепостей). Кроме этого, классическое описание всех надписей и царапин на Тмутараканском камне, выполненное А. И. Мусиным-Пушкиным, указывает бессистемный набор повреждений там, где Тиньков утверждает наличие граффити.
Поэтому скорее всего теорию Тинькова можно отнести к маргинальной теории. Тем не менее это является первой попыткой осмысления геодезических методов, используемых Глебом, и понимания их нетривиальности в любом случае. Также работа Тинькова выявила природные ориентиры, которые Глеб мог использовать для своей ориентации, перемещаясь по льду, что не снимает с повестки дня вопрос: как Глеб определял углы относительно них.

## Экспонирование
В настоящее время камень находится в разделе эрмитажного собрания «Русское искусство и культура», его номер в коллекции ЭРА.38-1. Выставлен в 148 зале Зимнего дворца, находится на полу на невысокой подставке, грань с надписью расположена вертикально, возможен круговой осмотр.